# Canembus
Canembus ou canembos (kanembus) são um povo da África que habitam o departamento de Canem no Chade. Concentram-se na margem norte do lago Chade e em torno da cidade de Mao. Sua região se estende a norte para Chari-Baguirmi e sul em direção ao norte da Nigéria e Níger. Estão intimamente relacionados aos tebus do Sael e Saara. Hoje seus números excedem 300 000 indivíduos. Sua língua pertence ao grupo das línguas saarianas orientais.
Os canembus afirmam descender de Tuba Laual, um líder árabe que foi convertido ao islamismo pelo profeta Maomé. Entre os séculos VIII e XVIII construíram o poderoso Império de Canem no centro África subsaariana, mas seu declínio começou no século XIV. Hoje, os canembrus são de maioria sunita cujos filhos evitam as escolas públicas nas quais se fala francês.